# Charles Ier d'Aumale
Pour les articles homonymes, voir Charles de Lorraine et Aumale.
Charles Ier de Lorraine, duc d'Aumale, gouverneur de Picardie (25 janvier 1555, château de Mauny - 13 février 1630, Binche), est un chef ligueur appartenant à la maison de Guise. Il vécut en exil dans les Pays-Bas méridionaux après l'échec de la Ligue.

## Biographie

### Famille
Il est fils de Claude II de Lorraine, troisième duc d'Aumale, et de Louise de Brézé, dame d'Anet. Avec son cousin Henri Ier de Lorraine, le Balafré, duc de Guise, il combat le prince de Condé en 1575. 
À la mort de son père, en 1573, il devient le troisième duc d'Aumale et pair de France. Il est fait chevalier de l'Ordre du Saint-Esprit le 1er janvier 1579 par Henri III. Il hérite de sa mère le domaine et le château d'Anet, qui seront saisis par ses créanciers en 1615.

### Un des chefs de la Ligue
Il est l'un des chefs de la Sainte-Ligue, gouverneur de Picardie et Grand Veneur de France. Il conduit la révolte en Picardie en 1587, mais tente un rapprochement avec Henri III. L'assassinat du duc de Guise, son cousin, en 1588, met fin à ce rapprochement et les combats reprennent. Il est battu à Senlis le 17 mai 1589 par les forces d'Henri III et d'Henri de Navarre. Fait prisonnier à la bataille d'Ivry, il refuse de se soumettre et continue la lutte. 

### Condamnation et exil
Le Parlement de Paris le condamne pour crime de lèse-majesté et saisit ses biens le 6 juillet 1595. Il s'exile au Château d’Aumale à Bruxelles, alors capitale des Pays-Bas espagnols, où il termine sa vie. Son exil dure trente ans. Il est le seul membre de la famille des Guise à avoir obstinément refusé de se soumettre au roi. S'étant mis au service de l'archiduc Albert d'Autriche, il est doté de charges honorifiques et combat dans l'armée espagnole. Il est blessé lors de la bataille de Nieuport (1600).

## Mariage et enfants
Il épouse à Joinville le 10 novembre 1576 sa cousine germaine, Marie de Lorraine-Elbeuf (1555 † 1605), fille de René II de Lorraine, baron d'Elbeuf, et de Louise de Rieux. Dont :
1. Charles de Lorraine (1580 † jeune)
2. Henri de Lorraine († jeune)
3. Marguerite de Lorraine († jeune)[2]
4. Anne de Lorraine-Aumale (1600 † 1638), mariée en 1618 avec Henri de Savoie, duc de Nemours, cinquième duc d'Aumale (1572 † 1632) ;
5. Marie de Lorraine, peut-être fiancée avec Ambroise, marquis de Spinola (mais aucune source historique ne l'atteste[3])

### Sources
- Georges Poull, La Maison ducale de Lorraine, Nancy, Presses universitaires de Nancy, 1991, 575 p. [détail de l’édition] (ISBN 2-86480-517-0), p. 434-436 ;
- Robert Descimon et José Javier Ruiz Ibanez,  Les ligueurs de l'exil. Le refuge catholique français après 1594 , Seyssel, Champ Vallon, 2005